# Albert Petri
Per Albert Petri ursprungligen Peterson, född 25 mars 1860 i Kalmar, död 11 mars 1953 i Älvsjö, Stockholms län, var en svensk tecknare och målare. 
Han var son till handlanden Anders Petter Pettersson och hans hustru Anna Maria och från 1917 gift med Anna Matilda Carlson. Petri studerade Tekniska skolan och för Anders Zorn och Richard Berg vid Konstnärsförbundets skola i Stockholm. Separat ställde han ut i Göteborg, Uppsala och ett flertal gånger i Stockholm. Han medverkade i Allmänna konst- och industriutställningen 1897, Svensk konst i Helsingborg, Konst- och industriutställningen i Norrköping 1906 och i en utställning i Buenos Aires 1910. Hans konst består av porträtt och landskap utförda i olja eller akvarell. För Högalidskyrkan i Stockholm utförde han ett porträtt av Nathan Söderblom och för Musikaliska akademien ett porträtt av operasångaren Carl Fredrik Lundqvist. Petri är representerad vid Nationalmuseum i Stockholm och Kalmar konstmuseum. Makarna Petri är begravda på Skogskyrkogården i Stockholm.